# Liste der Mitglieder des liechtensteinischen Landtags
Mitgliederlisten des Landtags des Fürstentums Liechtenstein:
- Liste der Mitglieder des liechtensteinischen Landtags (1862)
- Liste der Mitglieder des liechtensteinischen Landtags (1866)
- Liste der Mitglieder des liechtensteinischen Landtags (1869)
- Liste der Mitglieder des liechtensteinischen Landtags (1872)
- Liste der Mitglieder des liechtensteinischen Landtags (1875)
- Liste der Mitglieder des liechtensteinischen Landtags (1877)
- Liste der Mitglieder des liechtensteinischen Landtags (1878)
- Liste der Mitglieder des liechtensteinischen Landtags (1882)
- Liste der Mitglieder des liechtensteinischen Landtags (1886)
- Liste der Mitglieder des liechtensteinischen Landtags (1890)
- Liste der Mitglieder des liechtensteinischen Landtags (1894)
- Liste der Mitglieder des liechtensteinischen Landtags (1898)
- Liste der Mitglieder des liechtensteinischen Landtags (1902)
- Liste der Mitglieder des liechtensteinischen Landtags (1906)
- Liste der Mitglieder des liechtensteinischen Landtags (1910)
- Liste der Mitglieder des liechtensteinischen Landtags (1914)
- Liste der Mitglieder des liechtensteinischen Landtags (1918)
- Liste der Mitglieder des liechtensteinischen Landtags (1922)
- Liste der Mitglieder des liechtensteinischen Landtags (Jan 1926)
- Liste der Mitglieder des liechtensteinischen Landtags (Apr 1926)
- Liste der Mitglieder des liechtensteinischen Landtags (1928)
- Liste der Mitglieder des liechtensteinischen Landtags (1932)
- Liste der Mitglieder des liechtensteinischen Landtags (1936)
- Liste der Mitglieder des liechtensteinischen Landtags (1939)
- Liste der Mitglieder des liechtensteinischen Landtags (1945)
- Liste der Mitglieder des liechtensteinischen Landtags (1949)
- Liste der Mitglieder des liechtensteinischen Landtags (Feb 1953)
- Liste der Mitglieder des liechtensteinischen Landtags (Jun 1953)
- Liste der Mitglieder des liechtensteinischen Landtags (1957)
- Liste der Mitglieder des liechtensteinischen Landtags (1958)
- Liste der Mitglieder des liechtensteinischen Landtags (1962)
- Liste der Mitglieder des liechtensteinischen Landtags (1966)
- Liste der Mitglieder des liechtensteinischen Landtags (1970)
- Liste der Mitglieder des liechtensteinischen Landtags (1974)
- Liste der Mitglieder des liechtensteinischen Landtags (1978)
- Liste der Mitglieder des liechtensteinischen Landtags (1982)
- Liste der Mitglieder des liechtensteinischen Landtags (1986)
- Liste der Mitglieder des liechtensteinischen Landtags (1989)
- Liste der Mitglieder des liechtensteinischen Landtags (Feb 1993)
- Liste der Mitglieder des liechtensteinischen Landtags (Okt 1993)
- Liste der Mitglieder des liechtensteinischen Landtags (1997)
- Liste der Mitglieder des liechtensteinischen Landtags (2001)
- Liste der Mitglieder des liechtensteinischen Landtags (2005)
- Liste der Mitglieder des liechtensteinischen Landtags (2009)
- Liste der Mitglieder des liechtensteinischen Landtags (2013)
- Liste der Mitglieder des liechtensteinischen Landtags (2017)
- Liste der Mitglieder des liechtensteinischen Landtags (2021)